# Serie B (Italia) 2012-13
La temporada de Serie B (Italia) 2012/13 fue la 81ª edición de la Serie B, segunda división del fútbol italiano.

## Equipos participantes
| Club                                             | Ciudad                  | Temporada 2011/12                 | Estadio                        | Aforo  |
| ------------------------------------------------ | ----------------------- | --------------------------------- | ------------------------------ | ------ |
| Ascoli                                           | Ascoli Piceno           | 15º en Serie B                    | Stadio Cino e Lillo Del Duca   | 20.000 |
| Bari                                             | Bari                    | 13° en Serie B                    | Stadio San Nicola              | 58.248 |
| Brescia                                          | Brescia                 | 8º en Serie B                     | Stadio Mario Rigamonti         | 27.592 |
| Cesena                                           | Cesena                  | 20º en Serie A                    | Stadio Atleti Azzurri          | 23.850 |
| Cittadella                                       | Cittadella              | 16º en Serie B                    | Stadio Piercesare Tombolato    | 9.631  |
| Crotone                                          | Crotone                 | 11º en Serie B                    | Stadio Ezio Scida              | 9.996  |
| Empoli                                           | Empoli                  | 18º en Serie B                    | Stadio Carlo Castellani        | 19.795 |
| Grosseto                                         | Grosseto                | 14° Serie B                       | Stadio Olimpico Carlo Zecchini | 8.350  |
| Hellas Verona                                    | Verona                  | 4° en Serie B                     | Stadio Marcantonio Bentegodi   | 42.160 |
| Juve Stabia                                      | Castellammare di Stabia | 9° en Serie B                     | Stadio Romeo Menti             | 12.800 |
| Archivo:600px 600px solid HEX-8E3145.svg Livorno | Livorno                 | 17° en Serie B                    | Stadio Armando Picchi          | 19.238 |
| Modena                                           | Módena                  | 12º en Serie B                    | Alberto Braglia                | 20.507 |
| Novara                                           | Novara                  | 19º en Serie A                    | Stadio Silvio Piola (Nov)      | 17.875 |
| Padova                                           | Padua                   | 7º en Serie B                     | Stadio Euganeo                 | 32.336 |
| Pro Vercelli                                     | Vercelli                | 5° en Prima Divisione A - playoff | Stadio Silvio Piola (Ver)      | 4.215  |
| Reggina                                          | Reggio Calabria         | 10º en Serie B                    | Stadio Oreste Granillo         | 27.763 |
| Sassuolo                                         | Sassuolo                | 3º en Serie B                     | Stadio Alberto Braglia         | 20.507 |
| Spezia                                           | La Spezia               | 1° en Prima Divisione B           | Stadio Alberto Picco           | 10.336 |
| Ternana                                          | Terni                   | 1° en Prima Divisione A           | Stadio Libero Liberati)        | 17.460 |
| Varese                                           | Varese                  | 5º en Serie B                     | Stadio Franco Ossola           | 9.926  |
| Vicenza                                          | Vicenza                 | 19º en Serie B                    | Stadio Romeo Menti             | 17.163 |
| Virtus Lanciano                                  | Lanciano                | 4° en Prima Divisione B - playoff | Stadio Guido Biondi            | 4.882  |

## Clasificación
- actualizado 12 de junio de 2013

|  |     | Equipos      | PJ | PG | PE | PP | GF | GC | Dif. | Pts. |
|  | --- | ------------ | -- | -- | -- | -- | -- | -- | ---- | ---- |
|  | 1.  | Sassuolo     | 42 | 25 | 10 | 7  | 78 | 40 | +38  | 85   |
|  | 2.  | Verona       | 42 | 23 | 13 | 6  | 67 | 32 | +35  | 82   |
|  | 3.  | Livorno      | 42 | 23 | 11 | 8  | 77 | 47 | +30  | 80   |
|  | 4.  | Empoli       | 42 | 20 | 13 | 9  | 69 | 51 | +18  | 72   |
|  | 5.  | Novara       | 42 | 19 | 10 | 13 | 73 | 46 | +27  | 63   |
|  | 6.  | Brescia      | 42 | 15 | 17 | 10 | 58 | 50 | +8   | 62   |
|  | 7.  | Varese       | 42 | 16 | 13 | 13 | 55 | 53 | +2   | 60   |
|  | 8.  | Modena       | 42 | 15 | 12 | 15 | 52 | 51 | +1   | 55   |
|  | 9.  | Bari         | 42 | 16 | 12 | 14 | 55 | 47 | +8   | 53   |
|  | 10. | Ternana      | 42 | 12 | 17 | 13 | 37 | 38 | -1   | 53   |
|  | 11. | Crotone      | 42 | 14 | 13 | 15 | 45 | 56 | -11  | 53   |
|  | 12. | Padova       | 42 | 12 | 17 | 13 | 47 | 51 | -4   | 51   |
|  | 13. | Spezia       | 42 | 12 | 15 | 15 | 52 | 58 | -6   | 51   |
|  | 14. | Juve Stabia  | 42 | 12 | 14 | 16 | 54 | 65 | -11  | 50   |
|  | 15. | Cittadella   | 42 | 12 | 14 | 16 | 48 | 61 | -13  | 50   |
|  | 16. | Cesena       | 42 | 12 | 14 | 16 | 46 | 59 | -13  | 50   |
|  | 17. | Reggina      | 42 | 12 | 15 | 15 | 42 | 51 | -9   | 48   |
|  | 18. | Lanciano     | 42 | 9  | 21 | 12 | 50 | 60 | -10  | 48   |
|  | 19. | Vicenza      | 42 | 10 | 12 | 20 | 41 | 58 | -17  | 42   |
|  | 20. | Ascoli       | 42 | 11 | 9  | 22 | 48 | 67 | -19  | 41   |
|  | 21. | Pro Vercelli | 42 | 8  | 9  | 25 | 37 | 67 | -30  | 33   |
|  | 22. | Grosseto     | 42 | 7  | 13 | 22 | 44 | 67 | -23  | 28   |

Fuente: Serie B
Pts. = Puntos; P. J. = Partidos jugados; G. = Partidos ganados; E. = Partidos empatados; P. = Partidos perdidos; G. F. = Goles a favor; G. C. = Goles en contra; Dif. = Diferencia de goles